# 난소 생식세포종양
난소 생식세포종양(Ovarian germ cell tumors)은 난소 배아 생식선의 원시 생식 세포로부터 기원하는 다양한 종류의 생식세포종양을 통칭하며, 전체 난소암의 2.6%를 차지한다.

## 분류
생식세포의 분화방향에 따라 발생 빈도 순서대로, 미분화배세포종(dysgerminoma), 기형종(teratoma), 난황낭종양(yolk sac tumor), 그리고 융모막암종(choriocarcinoma)로 분류한다. 미분화배세포종을 제외한 다른 난소 생식세포종양의 경우 일반적으로 혼합형으로 발생한다.

### 미분화배세포종
미분화배세포종은 남성의 생식선인 고환에서 발생하는 정상피종에 대응하는 난소 종양이다. 미분화배세포종은 난소 생식세포종양의 32 - 37%를 차지한다.

### 기형종
기형종은 난소의 생식세포종양 중 가장 흔한 형태이다. 기형종은 크게 아래의 두 가지로 나누어진다.

#### 성숙기형종(mature teratoma)
양성 종양이며, 낭성 구조를 띠는 경우가 많다. 완전히 분화한 배엽 성분으로만 구성되어 있다.

#### 미성숙기형종(immature teratoma)
악성 종양으로, 미분화된 배엽 성분으로 구성되어 있다.

### 난황낭종양
내배엽동 종양(endodermal sinus tumor)라고도 불리며, 40세 미만 여성에서 주로 관찰된다. 조직학적으로 고형 성분과 낭성 성분이 혼합되어 있는 특징을 지닌다. 종안의 육안적 소견상 상당한 출혈과 괴사를 동반하며, 연한 회색 내지 노란색을 띄는 경우가 많다.

### 융모막암종
가장 드문 형태의 난소 생식세포종양이다. 악성화된 영양모세포가 구성 성분이다.

## 증상
복강 내에서 성장하기 때문에 초기에는 무증상인 경우가 많다. 진행하여도 소화불량 등의 비특이적인 증상을 보여 초기 진단이 어렵다. 진행성 종양이 된 경우 복부 팽만, 복수, 소변 배설 장애 등 종괴에 의한 덩어리 효과를 보일 수 있다. 종양이 파열될 경우 급성 복통과 과다 출혈 등이 발생한다. 난소꼬임에 의한 허혈성 괴사가 발생할 수 있다.

## 치료
악성 난소 생식세포종양에 대한 치료법은 화학요법 및 수술을 적용한다. 난소 생식세포종양은 사춘기에 가장 흔하기 때문에, 단측성이며 복강 내 전이를 보이지 않는 난소 생식세포종양의 경우, 생식기능 보존을 위해 편측성 난소난관절제술을 시행하는 경우가 많다.